# Максудова, Шаида Абдрахмановна
Шаида Абдрахмановна Максудова (тат. Шәһидә Габдрахман кызы Максудова; 29 ноября 1926, Уразаево, Салаушская волость, Елабужский кантон, Татарская АССР, РСФСР, СССР — 7 февраля 2009, Казань, Республика Татарстан, Российская Федерация) — советская и российская татарская писательница, поэтесса, переводчица.

## Биография
Шаида Абдрахмановна Максудова родилась 29 ноября 1926 года в деревне Уразаево Елабужского кантона Татарской АССР. Из многодетной семьи муллы. Отец — Габдрахман Абдулзямилович (р. 1881), выпускник медресе Иж-Буби, служил имамом уразаевской мечети. Тётя — Зайнаб Абдулджамиловна, педагог и библиотекарь. В 1930 году семью Максудовых раскулачили по приговору Красноборского районного исполнительного комитета, а в 1932 году отец повесился, не выдержав репрессий от советской власти.
Училась в уразаевской татарской школе, а с 1939 года продолжила обучение в русской школе Казани. После начала Великой Отечественной войны она в 1942 году прервала учёбу, прошла курсы повышения квалификации учителей в Мензелинске и поступила учителем в семилетнюю школу села Салауши в Красноборском районе. Вернувшись вновь в Казань в 1946 году, получила среднее образование в 80-й татарской школе для девочек, а в 1947 году поступила на татарское отделение историко-филологического факультета Казанского государственного университета имени В. И. Ульянова Ленина, которое окончила в 1952 году.
Во время учёбы стала одной из первых студентов, получавших Тукаевскую стипендию, а дипломную работу защитила по теме «Лирика Сибгата Хакима», которая затем была издана журналом «Совет әдәбияты». После получения образования работала заведующей отделом писем в журнале «Пионер» (1952—1954), библиотекарем Книжной палаты ТАССР (1954–1957), литературным сотрудником редакции альметьевской районной газеты «Знамя труда» (1958—1968), старшим библиотекарем Дома техники Альметьевска (1959–1968), библиотекарем Союза писателей ТАССР (1969—1983).
Начиная с 1950-х годов татарскому читателю стала известна прежде всего как автор переводов, первой её выпущенной книгой стал сборник рассказов Л. Н. Толстого «Булька» (1953). Также перевела сборник рассказов С. П. Антонова «Алёнка» (1968), повесть В. А. Чивилихина «Ёлки-моталки» («Урман-чытырман», 1977), пьесу Д. Н. Валеева «День икс» («Шартлы көн», 1982), ряд произведений русских, башкирских, казахских и каракалпакских писателей, в том числе А. С. Грина, В. А. Закруткина, В. Ф. Тендрякова, А. М. Батрова, А. К. Кекилбаева, Т. К. Каипбергенова, С. К. Санбаева, И. Е. Ракши, А. В. Емельянова, И. П. Друце. Параллельно выступила автором литературоведческих статей о творчестве Б. Рахмата, Н. Арслана, М. Карима, стала писать повести, эссе и очерки, наполненные впечатлениями от путешествий и наблюдаемых событий. Была известна под творческим псевдонимом — Гульшахида (тат. Гөлшаһидә). Публиковалась в таких журналах, как «Казан утлары», «Азат хатын», «Идель», «Волга», получила поддержку своего творчества со стороны А. Абсалямова и С. Хакима.
Особенно тепло читателями журнала «Казан утлары» была принята повесть «Минем кала алуым» (1972), написанная на автобиографическом материале — она неоднократно публиковалась в переводе Р. Г. Ахунова на русском под названием «Я и город белокаменный» (Саратов, 1972), в сборниках «Между Волгой и Уралом» (Йошкар-Ола, 1978) и «На Волге, на Идели» (1983), а затем на казахском языке (1979, пер. С. Латиевой), однако долгое время не издавалась по-татарски отдельной книгой. Творческой удачей автора считается и повесть для юношества «Асылбикәне җирләгәндә» («Когда хоронили Асылбике», 1997), в которой, по мнению критики, в реалистическом плане были убедительно описаны внутрисемейные отношения. По оценкам критики, проза Гульшахиды отличается лиризмом, точностью деталей, тонким психологизмом, сочной образностью языка, мягким юмором. Также является автором лирических стихотворений, которые долго не публиковала, не считая себя равной в плане совершенства таким поэтам, как Г. Тукай, Х. Такташ, Х. Туфан. Некоторые стихотворения Гульшахиды были положены на музыку.
В 1992 году принята в члены Союза писателей Республики Татарстан, спустя сорок лет после выхода своей первой книги. В 1997 году реабилитирована по приговору о раскулачивании 1930 года. В 2005 году вместе с Н. Г. Ахуновой выпустила книгу-альбом «Гариф Ахунов: истәлекләр», в которой собрала фотографии из семейного архива и воспоминания современников о своём муже. Будучи активным членом Агрызского землячества, также стала автором воспоминаний о родном крае. В 2006 году отметила 80-летний юбилей, в связи с чем была вышла её книга «Минем кала алуым», скоро ставшая библиографической редкостью.
Шаида Абдрахмановна Максудова скончалась 7 февраля 2009 года в Казани в возрасте 82 лет. Похоронена рядом с мужем на татарском кладбище в Арске.

## Личная жизнь
Муж — писатель Гариф Ахунов (1925—2000), познакомились во время учёбы на одном курсе университета, поженились в 1951 году. Много лет спустя он вывел своего тестя в качестве прототипа Габбас-хазрата, одного из героев своего романа «Дочь Волги». У Гарифа и Шаиды родилось двое детей — сын Рашид (р. 1953) и дочь Наиля (р. 1959). Увлекалась кулинарией, пекла пироги, перемячи, балиши и эчпочмаки, славилась как гостеприимная хозяйка в своём доме в Казани и на даче под Васильево.